# 캔버라급 강습상륙함
캔버라급 강습상륙함은 호주 해군이 2척을 계획중인 강습상륙함이다. 스키 점프대를 갖추었다.
SPS 후안 카를로스 1세를 건조한 스페인과 미스트랄함을 건조한 프랑스가 입찰에 참가했으며, SPS 후안 카를로스 1세의 디자인으로 2007년 채택되었다. 미스트랄함을 건조한 프랑스 조선소는 대한민국의 STX에 매각되었다.

## 와스프급
SPS 후안 카를로스 1세는 미국의 와스프급 강습상륙함인 LHD를 본따 만들었는데, LHD는 헬리콥터와 도크가 있다는 뜻으로 공기부양정 3대 이상과 헬리콥터를 탑재할 수 있을 때 LHD로 명명된다. 와스프급 강습상륙함은 갑판이 직사각형의 형태로 되어 있으며, 해리어를 탑재할 수 있고 LCAC나 LCU같은 상륙정을 3대 탑재할 수 있다. 또한 와스프급 상륙함은 600개의 병상이 있는 치료실이 있다.

## 같이 보기
- SPS 후안 카를로스 1세
- 미스트랄급 강습상륙함
- 호바트급 구축함